# Voskovka nafialovělá
Voskovka nafialovělá (Cuphophyllus lacmus), jinak také šťavnatka nafialovělá, je vzácný druh houby z čeledi šťavnatkovité (Hygrophoraceae). V Červeném seznamu hub České republiky je druh uveden jako kriticky ohrožený.

## Znaky
Klobouk až 7 cm široký, zpočátku polokulovitý, se dále rozevírá na zvoncovitý až plošně rozložený. Okraje jsou rýhované. Pokožka je lepkavá, po dešti slizká, šedomodrá, šedofialová až hnědá, ve středové části je zbarvení tmavší.
Lupeny jsou tlusté, dle stáří bílé, šedé až modrošedé, s bílým ostřím, u třeně jsou sbíhavé, na klobouku jsou řídce uspořádané. Výtrusný prach je bílý.
Třeň je až 8 cm dlouhý, bílý až krémový, válcovitý, často lehce prohnutý, hladký, suchý, uvnitř dutý, báze je zúžená.
Dužnina je bělavá, pod kloboukovou pokožkou šedofialová, moučnatá, voní nepříjemně zemitě či podobně jako pestřec, chuťově je štiplavá.

## Užití
Jedlá houba.

## Ekologie
Celý podzim roste tato šťavnatka na nehnojených travnatých plochách (louky, pastviny...).

## Rozšíření
Výskyt druhu byl popsán v oblastech západní, střední a severní Evropy, Kanady a USA.

## Galerie

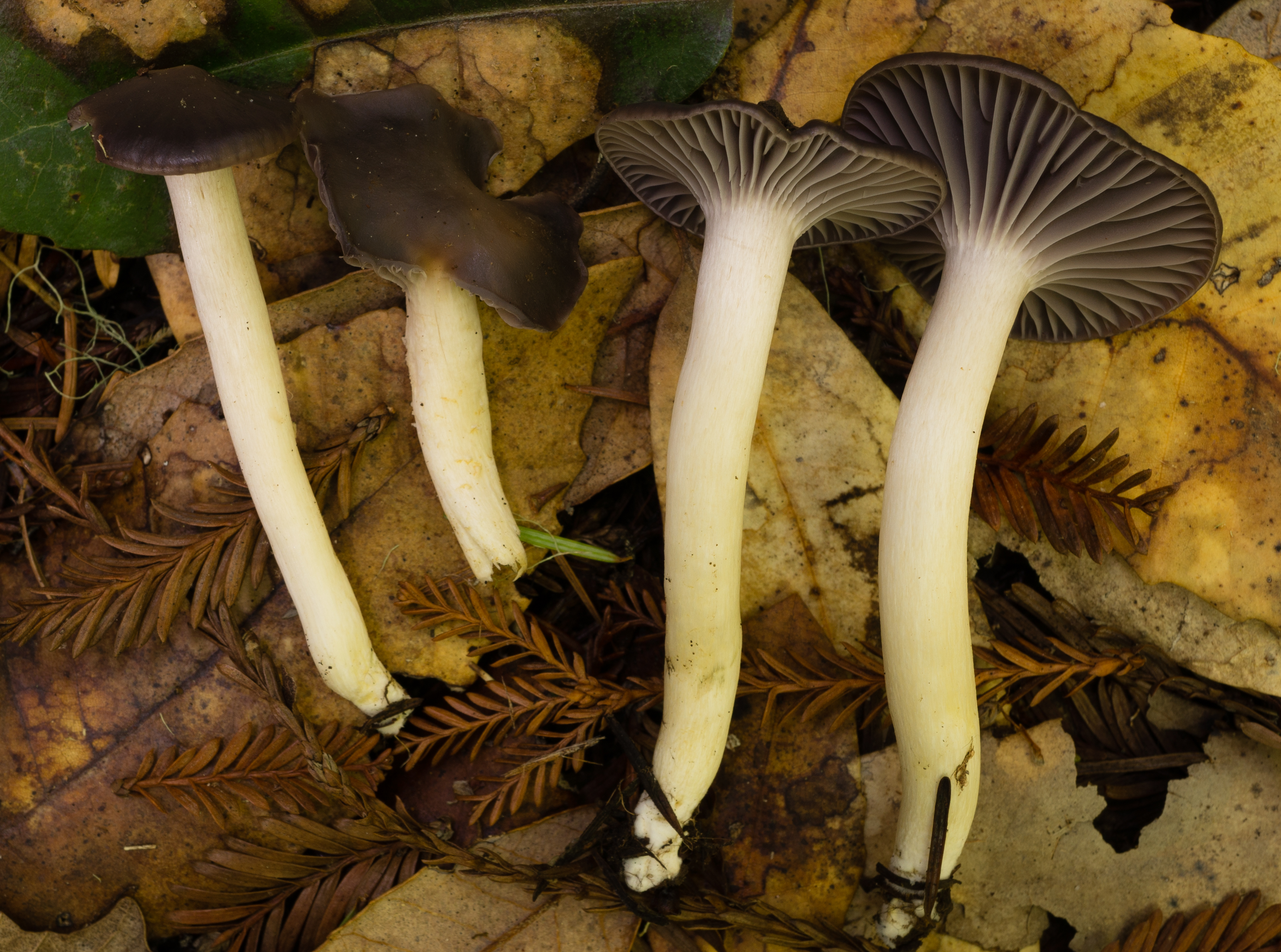
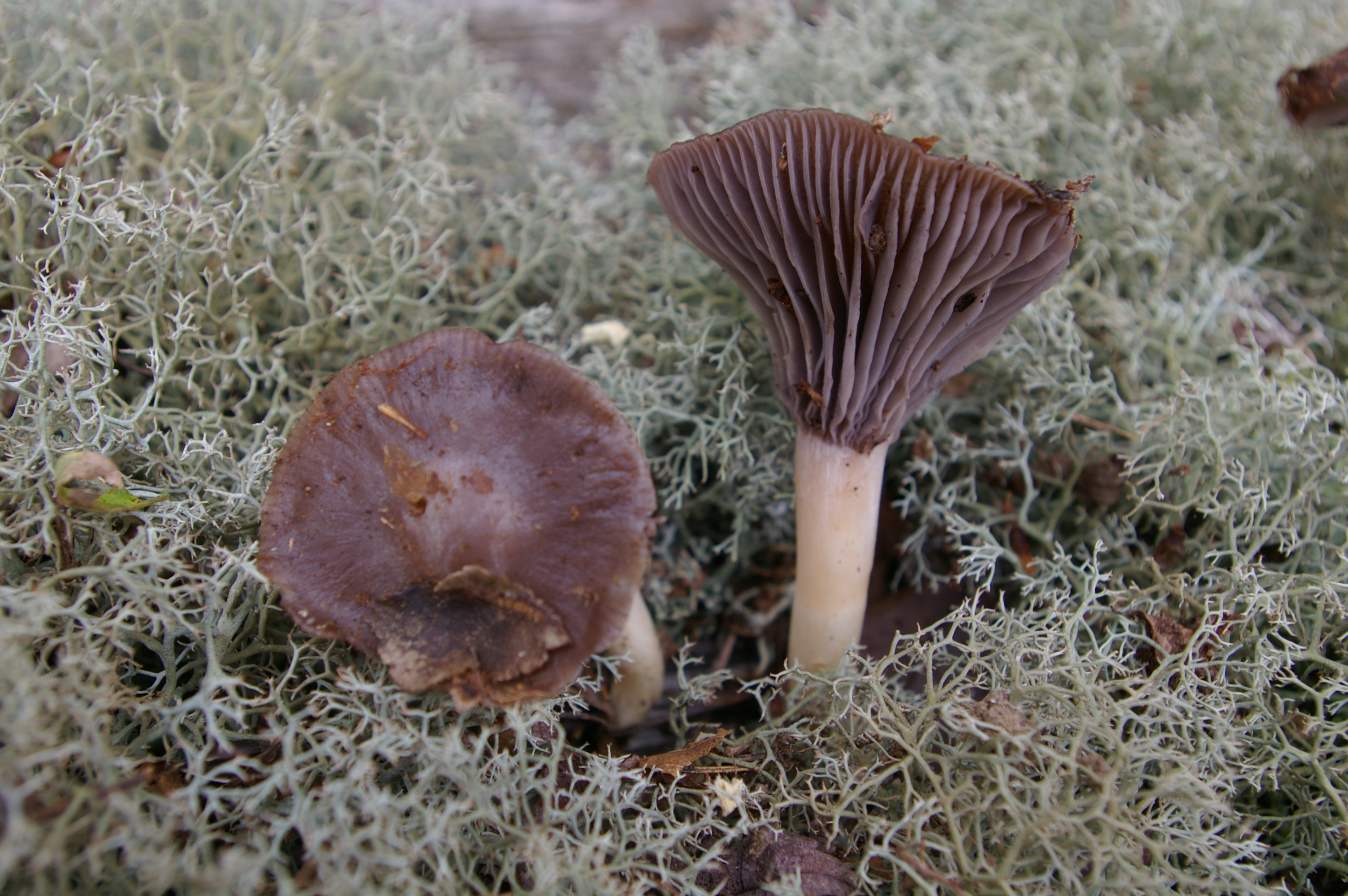
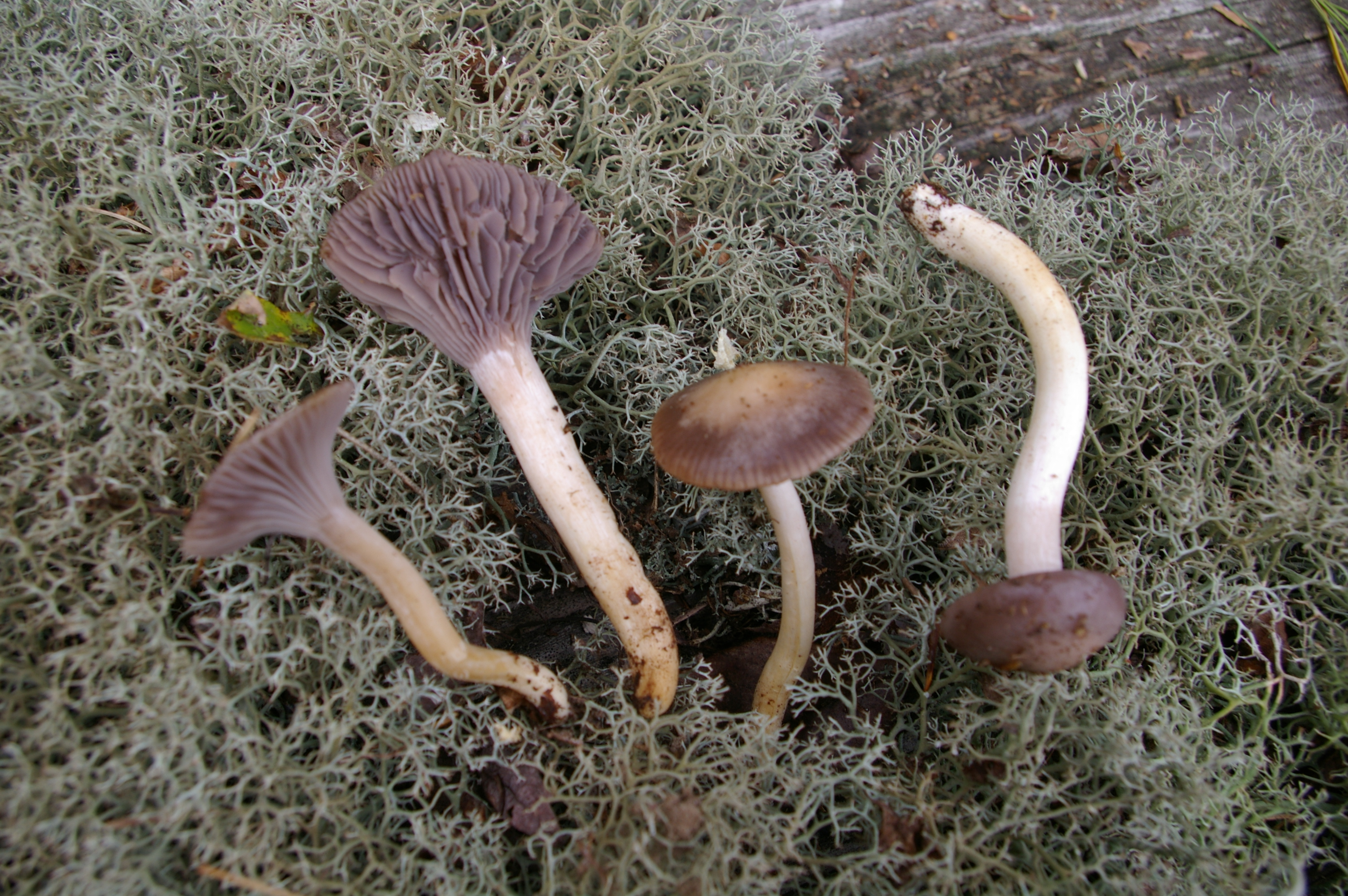
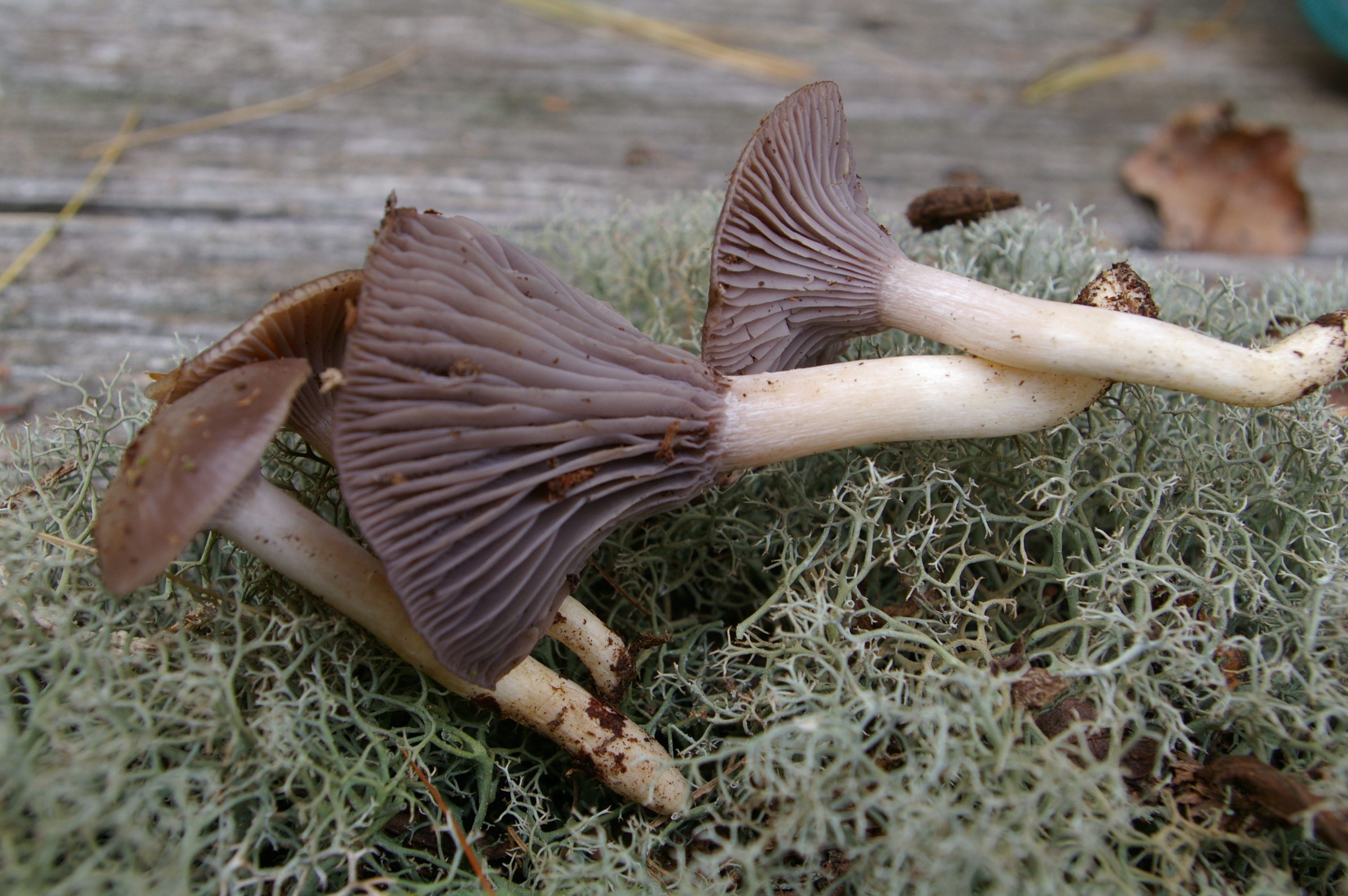

## Možnost záměny
- Voskovka žlutonohá (Cuphophyllus flavipes)
- Cuphophyllus canescens
- Cuphophyllus radiatus[3]